# Municipio de Hale (Arkansas)
El municipio de Hale (en inglés: Hale Township) es un municipio ubicado en el condado de Garland en el estado estadounidense de Arkansas. En el año 2010 tenía una población de 16412 habitantes y una densidad poblacional de 14,77 personas por km².

## Geografía
El municipio de Hale se encuentra ubicado en las coordenadas 34°38′2″N 93°11′55″O / 34.63389, -93.19861. Según la Oficina del Censo de los Estados Unidos, el municipio tiene una superficie total de 1111.05 km², de la cual 995.56 km² corresponden a tierra firme y (10.39%) 115.49 km² es agua.

## Demografía
Según el censo de 2010, había 16412 personas residiendo en el municipio de Hale. La densidad de población era de 14,77 hab./km². De los 16412 habitantes, el municipio de Hale estaba compuesto por el 95.22% blancos, el 1.67% eran afroamericanos, el 0.34% eran amerindios, el 0.58% eran asiáticos, el 0.04% eran isleños del Pacífico, el 0.76% eran de otras razas y el 1.4% pertenecían a dos o más razas. Del total de la población el 2.24% eran hispanos o latinos de cualquier raza.